# Університет Каміло Хосе Села
Університет Каміло Хосе Села (UCJC) (ісп. Universidad Camilo José Cela) — іспанський приватний вищий навчальний заклад, розташований у Мадриді.

## Історія
Виш було засновано 2000 року. Отримав назву на честь лауреата Нобелівської премії з літератури Каміло Хосе Сели, який заклав перший камінь у фундамент Університету.

## Галерея

Кампус Мадрид-Альмагро
Типова навчальна аудиторія
Головний вхід
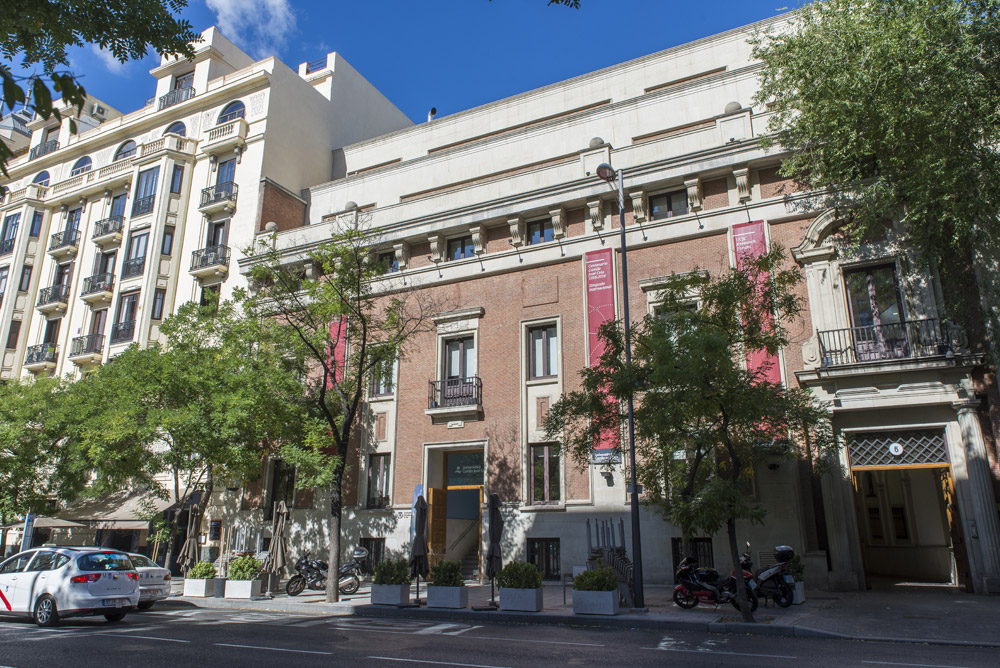
Головний корпус
Вид згори
Клуб
Медіалабораторія